# Friedrich Dame
Friedrich Dame (* 22. Juli 1567 in einem Ort, der zum Kloster Preetz gehörte; † 18. Dezember 1635 in Flensburg) war ein evangelisch-lutherischer Pastor.

## Leben und Wirken
Friedrich Dame war ein Sohn des Glücksburger Amtsverwalters Henrich Dame, der später als Kaufmann in Flensburg arbeitete. Seine Mutter Agatha kam von der Insel Nordstrand und gehörte dem Rittergeschlecht der Leves an. Dame besuchte ab 1576 das Gymnasium Flensburg und wechselte zwei Jahre später nach Herlufsholm. 1586 begann er ein Studium der Theologie an der Universität Rostock, das er 1588 in Frankfurt an der Oder fortsetzte. Während dieser Zeit lebte er bei Christoph Pelargus.
Nach dem Abschluss des Studiums 1590 als Magister unterrichtete Dame zeitweilig an der Philosophischen Fakultät der Universität Frankfurt. Wahrscheinlich, weil er die Familie Rantzau oder den Münsterdorfer Propst Johannes Vorstius kannte, erhielt er 1592 einen Ruf als Rektor einer Schule in Itzehoe. 1594 übernahm er als Nachfolger seines späteren Schwiegervaters eine Stelle als Diakon der Nicolaikirche in Flensburg. Sechs Jahre später stieg er zum Pastor der Kirche auf und wurde weitere vier Jahre später zum Propst von Stadt und Amt Flensburg ernannt.
Dame behielt diese Ämter und den Wohnsitz mit einer Unterbrechung bis Lebensende. Während der Besetzung der Region durch kaiserliche Truppen im Zuge des Niedersächsisch-Dänischen Krieges (1625–1629) befahl ihm König Christian IV., die Stadt mit seiner Familie zu verlassen und Exil in Seeland zu suchen. Nach dem Lübecker Frieden 1629 kam er zurück nach Flensburg, wo er Ende 1635 starb.

## Familie
Am 11. August 1594 heiratete Dame Margarethe Jacobsen, deren Vater Lorenz Jacobsen (latinisiert: Laurentius Jacobi) in Flensburg als Diakon arbeitete. Das Ehepaar bekam die Söhne Hinrich († 12. Juni 1676), der Pastor in Oeversee wurde, Michael († 26. Juli 1629), der als Pastor in Böel wirkte, und Laurentius (* 1599; † 29. Januar 1651), Pastor in Esgrus. Alle Söhne kamen in Angeln zur Welt.
Neben den Söhnen hatte das Ehepaar fünf Töchter, von denen vier Pastoren heirateten. Erwähnenswert ist Agathe († 10. Juli 1645), die den Pastor Johannes Breckling heiratete und Johann Moller zu ihren Enkeln zählte.

## Werke
Dame schrieb meist über die Frömmigkeit. In seiner späten Schrift Vom alten und neuen Menschen ist zu erkennen, dass Johann Arndt wesentlichen Einfluss auf ihn hatte. Dame zeigte sich als das Weltliche ablehnender Lutheraner, der offensichtlich nachhaltig seinen Amtsnachfolger Stephan Clotz prägte.
Dame befasste sich in seinen Schriften teilweise mit der Dogmatik und aus seiner Sicht falschen theologischen Thesen. Er behandelte in einem kleineren Werk die Unsterblichkeit der Vernunftseele, die auf den Kryptocalvinismus zurückging, den Anhänger am Gottorfer Hof verfolgten. Er beschäftigte sich mit der Auferstehung der Toten als Replik auf den Konrektor Jacob Neubauer. 1625 schrieb Dame die Abgetrungene Relation, mit der er die spiritualistischen Ansichten Nikolaus Tetings und Hartwig Lohmanns widerlegen wollte.

## Publikationen (Auswahl)
- Quæstionis, an anima humana rationalis sit immortalis, apodictica kataphrasis. 1607.
- De resurrectione mortuorum, ad legem, an vero evangelium pertineat?. Hering, Hamburg 1627.
- Exercitatio moralis quod animæ, quam corporis, & fortunarum, potior habenda sit ratio, & quod in rebus mortalibus nulla animæ quies, nullaque beatitudo sit solida. Coccius, Kopenhagen 1628.
- Moralis quod animæ, quam corporis, & fortunarum, potior habenda sit ratio, & quod in rebus mortalibus nulla animæ quies, nullaque beatitudo sit solida. Coccius, Kopenhagen 1628.
- Vom alten und newen Menschen, woher dieser Unterscheid entstanden, und das alleine die newe Menschen die wahre Kirche Gottes sind, welche die Kennezeichen und Seligkeit des newen Menschen, seine Gewissheit, Verderb, dafür er sich hüten sol, Kampff, Streit und Sieg, die Mittel des Siegs, und endlichen die Ubunge in dem wahren Christenthumb, welche stehet darinne, das sich der Mensch selbst verleugne, und wie solches beyde gegen Gott und Menschen geschehen muss Jn vier Büchlein. Schmalhertz, Lübeck 1632.